# SOSの猿
『SOSの猿』（エスオーエスのさる）は伊坂幸太郎による日本の小説で、2009年11月に中央公論新社から、2012年11月には中公文庫から発行された。

## 概要
物語は遠藤二郎の悪魔祓いの話である「私の話」と、五十嵐真の株誤発注事件調査の話である「猿の話」が交互に語られる形で進んでいく。
本作品は漫画家、五十嵐大介と伊坂幸太郎の競作企画によって誕生したものである。「エクソシスト」と『西遊記』をかけあわせるという五十嵐のアイデアをもとに、五十嵐が『SARU』（2009年、小学館）を、伊坂が『SOSの猿』をそれぞれ執筆した。そのため本作品内には、登場人物、場面、台詞において、五十嵐の『SARU』との多くの関連性が見られる。なお、中公文庫から刊行される際、『SOSの猿』特設ページが開設された。競作企画の詳しい経緯は、同ページ内の両者の対談で確認できる。

## あらすじ
他人の「SOS」を見過ごせない性格の遠藤二郎は、副業で「エクソシスト」をしていた。その噂を聞きつけた知り合いの「辺見のお姉さん」に、彼女のひきこもりの息子・眞人の悪魔祓いを依頼される。そして訪問した辺見家の眞人の部屋で『西遊記』の本を見つける。一方、桑原システムに勤める五十嵐真は、取引先である菩薩証券の20分間で300億円の損失を出した株誤発注事件の原因が、自社の納入したシステムにあるのかの調査をしていた。しかし、次第に『西遊記』の妖怪の幻覚を見るようになり、異形の猿に遭遇する。

## 登場人物
遠藤二郎「私の話」における主人公。困っている人を見ると、どうにかしてあげなければという強い使命を感じる一方で、何もできない自分への無力感に苛まれている。家電量販店で働く傍ら、イタリア留学時代に偶然習得した悪魔祓いの技術で人助けをしていた。その噂を聞きつけた辺見のお姉さんに、その息子・眞人についての相談を受ける。
五十嵐真「猿の話」における主人公。桑原システムで品質管理の仕事をしている。菩薩証券の株の誤発注事件の調査をしていくうちに、『西遊記』に登場する妖怪の幻覚を見るようになる。生真面目で融通の利かない性格。妻とは離婚している。
辺見のお姉さん二郎とは同町の出身で、二郎が中学生のころに結婚して町を出て行った。二郎が訪問カウンセラーをしていると勘違いし、息子の眞人のひきこもりについて相談する。母親が二郎の母と仲がいい。
眞人辺見のお姉さんの息子。専門学校に進学するもひきこもりになり、半年前ほどからは本格的に閉じこもってしまった。
ロレンツォ二郎のイタリア留学時代の隣人。二郎の性格を見抜き、悪魔祓いの神父を紹介する。
金子眞人が通っていたコンビニの店長。雁子の率いる合唱団の一員。角刈りに近い短髪に彫りの深い顔、がっしりした体格だが、雁子曰く天使の歌声の持ち主。
雁子金子が経営するコンビニの駐車場で、ゲリラ合唱をしている女性。二郎を「二郎真君」と呼ぶ。
田中徹菩薩証券の社員で、株の誤発注事件を起こした張本人。うっかりミスをするために生まれてきたような性格。